# Partida Mequinho contra o Brasil
A Partida Mequinho contra o Brasil foi uma partida de xadrez disputada entre o GM Henrique Mecking contra enxadristas de todo o Brasil. O evento foi organizado pelo website Xadrez Online.

## História
Durante o evento, os enxadristas brasileiros decidiram, por meio de votação na Internet, quais os lances que seriam utilizados em resposta aos de Mecking, que disputou com as peças brancas.
Henrique Mecking venceu a partida, após o abandono do Brasil no 52º lance.